# Ligazang
Ligazang est une localité du Cameroun située dans la commune de Moutourwa, le département du Mayo-Kani et la Région de l'Extrême-Nord, au pied des monts Mandara, à proximité de la frontière avec le Tchad.

## Localisation
Ligazang est localisé à 10°10'11.7" Nord de latitude et 14°22'17.3" Est de longitude.

## Climat
Climat : steppe. Type selon Classification de Köppen : BSh. Température annuelle moyenne : 27,9 °C. Précipitations annuelles moyennes : 823 mm.